# Nereide (figlia di Pirro)
Nereide (III secolo a.C.) era una delle figlie di Pirro II re dell'Epiro.

## Biografia
Sposò, a quanto pare molto tempo dopo la morte del padre, Gelone II, tiranno di Siracusa, e fu madre del re Geronimo di Siracusa. Sembra che lei sopravvisse a sua sorella Deidamia, e fu quindi l'ultima superstite discendente della casa reale degli Eacidi. Il suo nome si trova in un'iscrizione  presente nel teatro greco di Siracusa nella quale viene indicata con il titolo di regina. Justin suppose erroneamente dovesse essere una sorella di Deidamia (o Laodameia, come la chiamava) che fu assassinata da Milone. Ella era figlia di Pirro II, vedi Droysen, vol. ii. p. 275, note.